# Statistiche e record del Varese Football Club

## Statistiche di squadra

### Partecipazione ai campionati

#### Campionati nazionali
| Livello | Categoria                                   | Partecipazioni | Debutto   | Ultima stagione | Totale |
| ------- | ------------------------------------------- | -------------- | --------- | --------------- | ------ |
| 1º      | Serie A                                     | 7              | 1964-1965 | 1974-1975       | 7      |
| 2º      | Seconda Divisione                           | 2              | 1922-1923 | 1923-1924       | 23     |
| 2º      | Serie B                                     | 21             | 1946-1947 | 2014-2015       | 23     |
| 3º      | Seconda Divisione                           | 1              | 1927-1928 | 1927-1928       | 34     |
| 3º      | Prima Divisione                             | 7              | 1928-1929 | 1934-1935       | 34     |
| 3º      | Serie C                                     | 16             | 1936-1937 | 1962-1963       | 34     |
| 3º      | Serie C1                                    | 10             | 1979-1980 | 2009-2010       | 34     |
| 4º      | Serie C2                                    | 13             | 1986-1987 | 2008-2009       | 25     |
| 4º      | IV Serie                                    | 4              | 1952-1953 | 1956-1957       | 25     |
| 4º      | Campionato Interregionale - Prima Categoria | 1              | 1957-1958 | 1957-1958       | 25     |
| 4º      | Serie D                                     | 7              | 2016-2017 | 2024-2025       | 25     |
| 5º      | Campionato Nazionale Dilettanti             | 1              | 1993-1994 | 1993-1994       | 2      |
| 5º      | Serie D                                     | 1              | 2005-2006 | 2005-2006       | 2      |

#### Campionati regionali
| Livello | Categoria       | Partecipazioni | Debutto   | Ultima stagione | Totale |
| ------- | --------------- | -------------- | --------- | --------------- | ------ |
| I       | Prima Categoria | 3              | 1919-1920 | 1921-1922       | 9      |
| I       | Prima Divisione | 2              | 1935-1936 | 1945-1946       | 9      |
| I       | Promozione      | 1              | 1954-1955 | 1954-1955       | 9      |
| I       | Eccellenza      | 3              | 2004-2005 | 2018-2019       | 9      |
| II      | Promozione      | 1              | 1914-1915 | 1914-1915       | 1      |
| III     | Terza Divisione | 3              | 1924-1925 | 1926-1927       | 3      |
| V       | Terza Categoria | 1              | 2019-2020 | 2019-2020       | 1      |

### Statistiche di squadra
Di seguito i principali record in Serie A:
- Vittoria più larga:

Varese-Juventus 5-0 (1967-1968)
- Vittoria più larga in trasferta:

Lanerossi Vicenza-Varese 0-4 (1971-1972)
- Sconfitta più larga:

Inter-Varese 6-0 (1968-1969)
- Sconfitta più larga in casa:

Varese-Cagliari 1-6 (1968-1969)
Di seguito i principali record in Serie B:
- Vittoria più larga:

Varese-Legnano 5-0 (1947-1948)
- Vittoria più larga in trasferta:

Piacenza-Varese 0-5 (1969-1970)
- Sconfitta più larga:

Siena-Varese 5-0 (2010-2011)
- Sconfitta più larga in casa:

Varese-Fanfulla 1-5 (1946-1947)
Il 24 gennaio 2010, a seguito della vittoria casalinga contro il Pergocrema (2-1), i biancorossi hanno fissato il record di vittorie consecutive nei campionati nazionali italiani (11, superando il previgente primato di 9 vittorie appartenente all'Ascoli).
Dal 7 settembre 2008 (allorché l'Olbia si impose per 0-1 nella prima giornata del campionato di Seconda Divisione) al 14 agosto 2011 (ove l'Avellino vinse per 0-1 in Coppa Italia) il Varese ha inoltre accumulato 62 partite interne ufficiali - tra campionati e coppe - senza subire sconfitte.
Il Varese occupa la 50ª posizione nella classifica della tradizione sportiva dei club aventi all'attivo una o più partecipazioni al campionato nazionale di Serie A. Si piazza invece 51º nella classifica perpetua della Serie A dal 1929.

## Statistiche individuali

### Lista dei capitani
| Calciatore            | Ruolo | Stagioni al club                            | Stagioni da capitano      | Presenze | Reti |
| --------------------- | ----- | ------------------------------------------- | ------------------------- | -------- | ---- |
| …                     |       |                                             |                           |          |      |
| Luigi Ossola          | C     | 1960-1966                                   | 1964-1966 (2)             | 166      | 19   |
| Pietro Maroso         | D     | 1963-1970                                   | 1966-1967 (1)             | 169      | 1    |
| Armando Picchi        | D     | 1967-1969                                   | 1967-1969 (2)             | 46       | 0    |
| Giorgio Dellagiovanna | D     | 1966-1972                                   | 1969-1972 (3)             | 188      | 1    |
| Amborgio Borghi       | D     | 1966-1975                                   | 1972-1975 (3)             | 182      | 5    |
| Enrico Prato          | C     | 1972-1976                                   | 1975-1976 (1)             | 104      | 13   |
| …                     |       |                                             |                           |          |      |
| Massimo Arrighi       | D     | 1971-1972, 1973-1974, 1975-1977 e 1978-1982 | 1979-1982 (3)             | 157      | 0    |
| Aldo Cerantola        | D     | 1979-1984                                   | 1982-1984 (2)             | 144      | 2    |
| Gabriele Bongiorni    | C     | 1981-1985                                   | 1984-1985 (1)             | 139      | 24   |
| Paolo Misuri          | D     | 1981-1986                                   | 1985-1986 (1)             | 113      | 0    |
| Mauro Della Bianchina | D     | 1986-1987                                   | 1986-1987 (1)             | 32       | 1    |
| Stefano Serami        | D     | 1986-1989                                   | 1987-1989 (2)             | 92       | 5    |
| Mauro Antonioli       | C     | 1988-1992                                   | 1989-1992 (3)             | 123      | 20   |
| Adriano Mosele        | A     | 1990-1993                                   | 1992-1993 (1)             | 98       | 29   |
| Marco Bolis           | C     | 1990-1995                                   | 1993-1995 (2)             | 152      | 22   |
| Maurizio Franchi      | C     | 1991-1997                                   | 1995-1997 (2)             | ?        | ?    |
| Mauro Borghetti       | C     | 1995-2002                                   | 1999-2002 (3)             | 198      | 1    |
| Edoardo Gorini        | D     | 1994-2003                                   | 2002-2003 (1)             | 252      | 19   |
| Salvatore Avallone    | C     | 2002-2004                                   | 2003-2004 (1)             | 56       | 0    |
| Claudio Macchi        | C     | 1991-1994 e 2004-2006                       | 2004-2006 (2)             | 125      | 6    |
| Alessio Dionisi       | D     | 2005-2007                                   | 2006-2007 (1)             | 63       | 0    |
| Rosario La Marca      | C     | 2006-2008                                   | 2007-2008 (1)             | 58       | 4    |
| Franco Lepore         | A     | 2005-2009                                   | 2008-2009 (1)             | 95       | 19   |
| Alessandro Camisa     | D     | 2008-2012                                   | 2009-2010 e 2011-2012 (2) | 98       | 0    |
| Daniele Buzzegoli     | C     | 2009-2011                                   | 2010-2011 (1)             | 52       | 11   |
| Eros Pisano           | D     | 2004-2007 e 2008-2011                       | 2011 (1)                  | 156      | 14   |
| Neto Pereira          | A     | 2010-2015                                   | 2012-2015 (3)             | 154      | 31   |
| Francesco Luoni       | C     | 2006-2008 e 2014-2017                       | 2015-2017 (2)             | 108      | 3    |
| Michele Ferri         | D     | 2016-2018                                   | 2017-2018 (1)             | 35       | 2    |
| Idrissa Camará        | A     | 2018-2019                                   | 2018-2019 (1)             | 15       | 6    |

Dati aggiornati al 30 giugno 2019.

### Record di presenze
- 252  Edoardo Gorini (1994-2003)
- 217  Giampiero Mutti (1953-1961)
- 214  Cesare Sonzini (1951-1952, 1953-1961)
- 198  Mauro Borghetti (1995-2002)
- 196  Mavillo Gheller (1992-1995, 1996, 1997-2001, 2015-2016)
- 190  Franco Salvadè (1976-1978, 1979-1985, 1989-1991)
- 189  Antonio Modica (1988-1989, 1990-1995, 1998-2000)
- 188  Giorgio Dellagiovanna (1966-1972)
- 184  Gianpietro Zecchin (2009-2015)
- 182  Ambrogio Borghi (1966-1975)

| Serie A - 112 Giorgio Dellagiovanna (1967-1969, 1970-1972) - 104 Giuseppe Tamborini (1967-1969, 1970-1972) - 94 Ambrogio Borghi (1967-1969, 1970-1972, 1974-1975) - 93 Pietro Maroso (1964-1966, 1967-1969) - 89 Riccardo Sogliano (1965-1966, 1967-1969, 1970-1971) - 79 Angelo Rimbano (1968-1969, 1970-1972) - 66 Dario Dolci (1968-1969, 1970-1972) - 60 Carlo Soldo (1964-1966) - 58 Luigi Ossola (1964-1966) - 55 Kurt Andersson (1964-1966) 55 Giorgio Morini (1968-1969, 1970-1972) | Serie B - 171 Franco Salvadè (1976-1978, 1980-1985) - 162 Daniele Corti (2010-2015) - 157 Gianpietro Zecchin (2010-2015) - 149 Vincenzo Di Giovanni (1980-1985) - 148 Giuliano Vincenzi (1980-1985) - 144 Neto Pereira (2010-2015) - 139 Gabriele Bongiorni (1981-1985) - 133 Stefano Strappa (1981-1985) - 129 Massimo Arrighi (1973-1974, 1975-1977, 1978-1979, 1980-1982) 129 Aldo Cerantola (1980-1984) |

### Record di reti
| Campionato - 46 Osarimen Ebagua (2009-2011, 2012-2013) - 38 Giovanni Toscano (1941-1942) - 36 Carlos Garavelli (1941-1943) - 35 Mario Pasquina (1962-1964) 35 Ugo Rigamonti (1937-1942) - 34 Neto Pereira (2010-2015) - 33 Carmine Marrazzo (2015-2016) - 30 Franco Lepore (2005-2009, 2011-2012) - 29 Enrico Borella (1957-1960) - 28 Stefano Del Sante (2006-2010) 28 Sanel Sehic (2004-2006) | Coppa Italia - 5 Giacomo Libera (1969-1970, 1972-1975) - 4 Franco Turchetta (1978-1979, 1980-1984) 4 Umberto Rigamonti (1937-1941) - 3 Umberto Angeli (1958-1959) 3 Gaetano Auteri (1981-1984) 3 Gabriele Bongiorni (1981-1985) 3 Virginio De Paoli (1958-1959) 3 Matteo Momentè (2009-2010, 2011-2013, 2013-2014) 3 Stefano Strappa (1981-1985) - 3 Carmine Marrazzo (2015-2016) - 2 20 calciatori |

| Serie A - 12 Vincenzo Traspedini (1964-1965, 1970-1971) - 11 Pietro Anastasi (1967-1968) - 9 Ariedo Braida (1970-1972) 9 Lamberto Leonardi (1967-1969) - 8 Giuseppe Tamborini (1967-1969, 1970-1972) - 7 Kurt Andersson (1964-1966) 7 Luigi Ossola (1964-1966) 7 Giovanni Vastola (1967-1968) - 6 Alberto Carelli (1970-1971) - 5 Romano Bagatti (1965-1966) 5 Roberto Boninsegna (1965-1966) 5 Giorgio Morini (1968-1969, 1970-1972) 5 Paolo Nuti (1970-1971) 5 Carlo Petrini (1971-1972) 5 Giannantonio Sperotto (1974-1975) | Serie B - 29 Osarimen Ebagua (2010-2011, 2012-2013) - 27 Neto Pereira (2010-2015) - 25 Ernestino Ramella (1973-1974, 1975-1979) - 24 Gabriele Bongiorni (1981-1985) - 23 Egidio Calloni (1972-1974) - 20 Gaetano Auteri (1981-1984) 20 Leonardo Pavoletti (2013-2014) 20 Piero Trapanelli (1946-1948) - 17 Vito De Lorentis (1973-1974, 1975-1978) 17 Franco Turchetta (1978-1979, 1980-1984) |

Dati aggiornati al 30 giugno 2019.